# Church of Our Lady Help of Christians (Beaulieu, Grenada)
Die Church of Our Lady Help of Christians ist eine römisch-katholische Kirche in Beaulieu im Parish Saint George im Inselstaat Grenada.
Die Kirche gehört zum Bistum Saint George’s in Grenada (Dioecesis Sancti Georgii). Sie ist der Lady Help of Christians geweiht.